# Гептамерон
Гептамеро́н (фр. L'Heptaméron, від грец. έπτά «сім», грец. ἡμέρα «день» — букв. «Семиденник») — збірка сімдесяти двох новел французької письменниці і принцеси, королеви Наварри Маргарити Наваррської.

## Історія
Збірник написаний під впливом «Декамерона» Боккаччо. Прийнято вважати, що Маргарита почала працювати над збіркою близько 1542 року (окремі розповіді могли бути написані набагато раніше) і поповнювала складу новел до останніх років життя. «Пролог» (вступна розповідь) був написаний пізніше, під час перебування королеви Наваррської на водах в Котерэ в 1546 році. У своїх «Життєписи відомих французьких жінок» Брантом повідомляє про Маргариту Наваррську наступне: "Вона писала свої новели, або більшість з них, подорожуючи по своїх земелях в носилках, оскільки у неї було багато справ, хоча вона і віддалилася від світла. Мені розповідала про це бабуся; вона, будучи придворною дамою, постійно перебувала в носилках поряд з королевою і тримала її чорнильницю; королева писала так легко і швидко, ніби їй диктували ці новели "Збірник повинен був, як і у Боккаччо, складатися з ста новел, але залишився незавершеним. Найповніші рукописи містять 72 повісті та оповідання закінчується посеред восьмого дня. Деякі чернетки Маргарити дають підстави думати, що фактично було написано більше оповідань, проте кілька останніх новел могли бути не знайдені".
Вперше збірка була надрукована П'єром Боэстюо в 1558 р. через дев'ять років після смерті Маргарити. Видання вийшло під заголовком «Історії щасливих коханців» («L'використання histoire des amants fortunés») без зазначення імені автора. Воно складалося всього з 67-ми новел, розташованих без поділу на «дні» і в довільному порядку. Друге друковане видання 1559 р., здійснене Клодом Грюже, містило вже 72 новели. Їх розподіл по днях "" відповідало найавторитетнішим спискам".

## Зміст

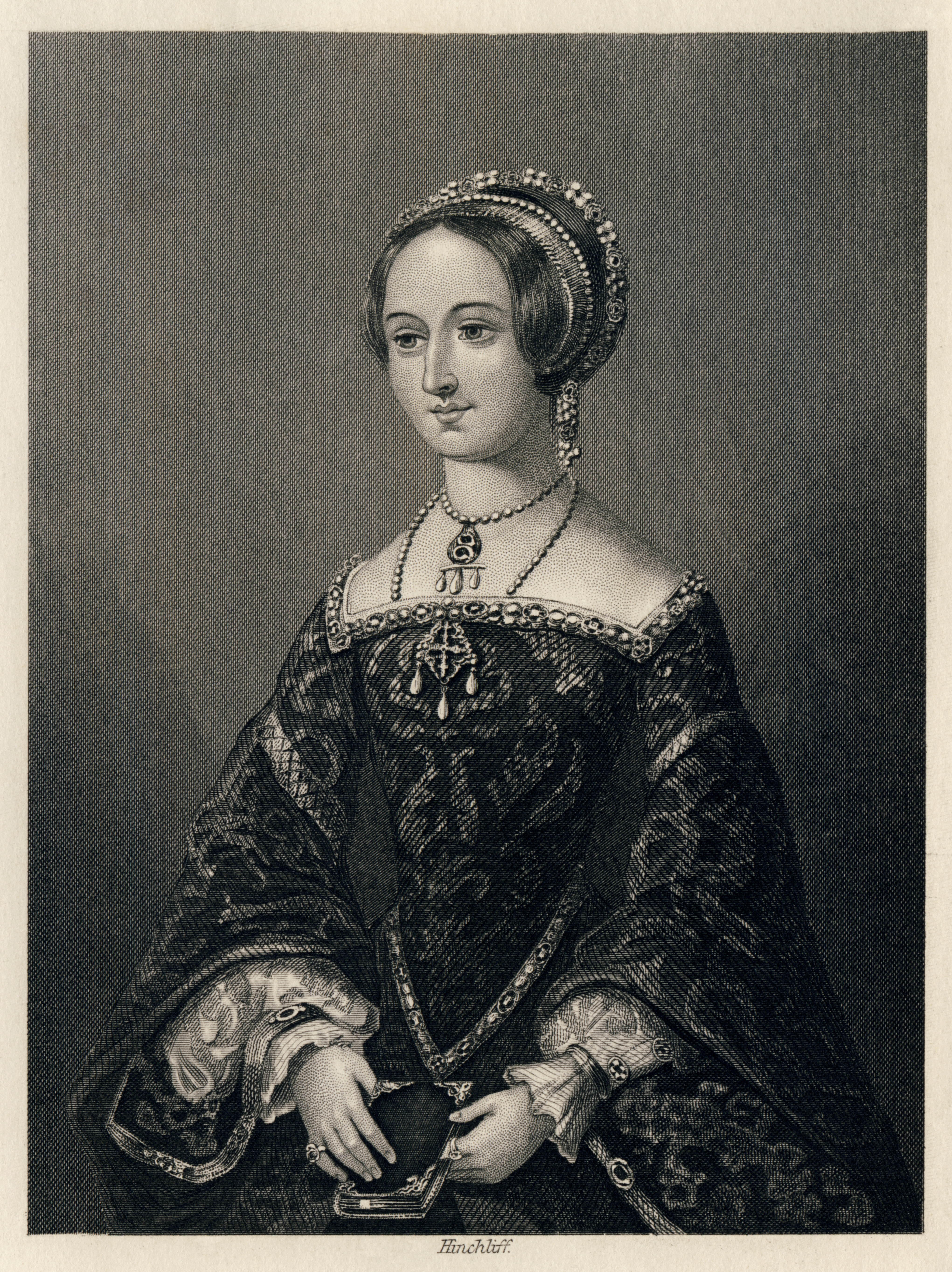
Портрет Маргарити Наварської у виданні «Гептамерону» 1864 року.

Як і у Боккаччо, книга є збіркою розповідей, які п'ять чоловіків і п'ять жінок, волею випадку тимчасово ізольовані від світу, для розваги розповідають один одному. Кожен день збірки (крім незавершеного восьмого) складається з десяти оповідань, об'єднаних загальною темою. Маргарита підкреслює, що, на відміну від «Декамерона», в її книзі зібрані тільки справжні історії, що відбувалися в реальному житті. Однак цей принцип не завжди витримується послідовно: низку новел мають оброблені королевою літературні першоджерела. Як і у Боккаччо, книга відкривається розгорнутим вступом, покликаним вивести персонажів на сцену і пояснити, як і чому вони стали розповідати новели.
Бесіди кавалерів і дам, від імені яких ведуться розповіді, займають приблизно чверть обсягу книги і становлять не менший інтерес, ніж самі новели — психологія оповідачів розкрита куди докладніше, ніж у Боккаччо. У цих чемних і разом з тим дуже живих діалогах помітно вплив «Книги про Придворному» Кастільйоне. Це «обрамлення» в значній мірі використовується автором для підведення моралі казаної новели і проповіді своїх етичних поглядів.
При всій різноманітності сюжетів, основне місце в «Гептамероні» займають любовні історії, причому любов трактується в дусі неоплатонізму. Характерна для деяких з розказаних Маргаритою любовних історій трагічна інтонація передує прозу кінця XVI — початку XVII століть. «Гептамерон» — не просто збірка новел в звичайному сенсі, вона трансформує середньовічну традицію циклу анекдотів і сатир. Певною мірою книга є перехідною формою до любовно-психологічної повісті.

## Персонажі
У книзі фігурують десять оповідачів. Прийнято вважати, що прототипи оповідачів — близькі Маргарити: її другий чоловік Генріх д'Альбре (Іркан), її мати Луїза Савойська (Уазиль), а саму себе письменниця, можливо, зафіксувала в образі Парламанти. Імена багатьох персонажів є анаграма доменів їх можливих прототипів.

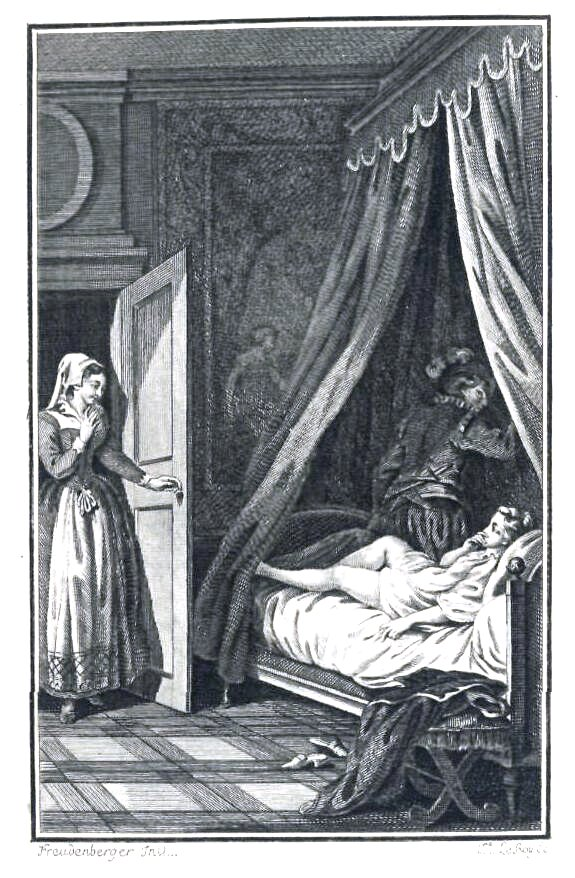
Ілюстрація до видання 1894 року.

Список персонажів і їх вірогідних прототипів:
1. Уазіль — Луїза Савойська
2. Иркан — Генріх д'Альбре
3. Парламанта — Маргарита Наваррська
4. Лонгарина — Еме Мотье де Лафайєт, пані де Лонгре, дружина Франсуа де Сийи (загинув у 1525 р. в битві при Павії)
5. Дагусен — Нікола Дангю, абат Жюйи і Вер-Севэна в Тарбе, єпископ Сейский
6. Сафредан — Жан де Монпеза, чоловік Франсуази де Фимаркон
7. Номерфида — Франсуаза де Фимаркон, дружина Жана де Монпеза
8. Жебюрон — сеньйор де Бюри (1492—1565), королівський намісник у Гиени
9. Эннасюита — Анна де Вивонн (ок. 1500—1557), дружина барона де Бурдэйль, мати Брантома, придворна дама Маргарити Наваррської
10. Симонто — барон Франсуа де Бурдэйль (ок. 1485 — після 1546), сенешаль Пуату, чоловік Ганни де Вивонн.

Можливо також, що Маргарита зобразила саму себе в кількох іпостасях. Так, в образі Лонгарини дослідники знаходять риси молодої Маргарити в час її вдівства, Парламанту — вона ж у розквіті сил, Уазиль, «жінка похилого віку і навчена досвідом», — автопортрет письменниці в кінці життя.
Оповідачі — люди різного віку, характеру і поглядів, але все належать до вищого суспільства. Образ кожного більш-менш індивідуалізований. Всі вони мають свою історію, яку можна відновити за їх реплік при обговоренні новел так і самим новел. По ходу дії між оповідачами зав'язуються і розвиваються певні взаємини. Найяскравіша фігура — Парламанту, саме вона центр обговорення історій які розповідаються. Велику увагу приділено її відносинам з чоловіком, Ирканом. Під зовнішньою насмішкуватістю, холодністю Парламанти ховається нещасна дружина. Вітряна людина, скептик і гедоніст, він постійно демонструє любов до неї, але насправді залишає відчуття дружини без відповіді. Накладаючи на себе зобов'язання розповідати тільки справжні історії, Маргарита обмежує себе у відборі сюжетів новел і соціального кола персонажів. Багато розповідей оповідають про події придворного життя, які відбувалися з рідними і близькими Маргарити, або їм були приписані. Одним з героїв розповідей про любовні пригоди часом стає брат Маргарити, відомий ловелас король Франциск I.

## Гептамерон в літературі
«Гептамерон» зробив великий вплив на стиль і манеру Брантома. Його дитинство пройшло при дворі Маргарити Наваррської, і в своїх спогадах він часто безпосередньо посилається на книгу Маргарити, іноді розкриваючи інкогніто її персонажів. Так він стверджував, що Маргарита зобразила себе під оповідачкою Парламантою, безіменною принцесою, героїнею четвертої новели.
Десята новела (про Флориду і Амадура) стала одним із джерел роману мадам де Лафайєт «Принцеса Клевська».
Оноре де Бальзак, скоріш за все, використав двадцять шосту новелу (про сеньйорі д'Аванне) у романі «Лілія долини».